# Каменских, Иван Михайлович
Иван Михайлович Каменских (род. 3 февраля 1946, Очёр, Очёрский район, Молотовская область, РСФСР, СССР) — российский государственный деятель, инженер-конструктор ядерного оружия, первый заместитель генерального директора государственной корпорации по атомной энергии «Росатом». Герой Российской Федерации (2018).

## Биография
Иван Михайлович Каменских родился 3 февраля 1946 года в посёлке Очёр Молотовской области. По национальности — русский.
После окончания средней школы проработал два года на машиностроительном заводе. Затем поступил в Пермский политехнический институт, который окончил в 1970 году по специальности «технология машиностроения, металлорежущие станки и инструменты» с квалификацией инженера-механика.
В 1970 году был направлен на работу во Всесоюзный НИИ приборостроения (ныне Российский федеральный ядерный центр — Всероссийский научно-исследовательский институт технической физики имени академика Е. И. Забабахина) в городе Челябинск-70 Челябинской области, где последовательно занимал должности инженера-конструктора, старшего инженера-конструктора, начальника конструкторской группы, начальника конструкторского отдела (1988), начальника научно-конструкторского отделения (1991), заместителя главного конструктора — начальника научно-конструкторского отделения (1992), первого заместителя главного конструктора (1997) и главного инженера (1999).
Я пришёл в ядерный центр в разгар гонки вооружений. Мы день и ночь готовили испытания, проводили их и снова готовили. Это была серьёзнейшая и интереснейшая работа. Мне в определённом смысле очень повезло — не сидел в изоляции, как молодые специалисты до меня, которые больше документацию изучали на первом этапе, а сразу был направлен в цеха. И учителя, с которыми я жил все эти 30 лет в Снежинске, дали мне очень многое по подходу к конструированию и организации работы, а самое главное — по подходу к ответственности за порученное дело. Шутить с нашими материалами нельзя, слишком дорого всё даётся. Потому я и говорю о серьёзном отношении к документам. Ведь поставив подпись под распоряжением о передаче изделия на вооружение, ты тем самым берёшь на себя ответственность за всё.Иван Каменских о работе в ядерной отрасли, 2011 год.
В 2000 году назначен на должность заместителя министра Российской Федерации по атомной энергии, а в 2004 году стал заместителем руководителя Федерального агентства по атомной энергии. С 4 февраля по 15 апреля 2008 года был исполняющим обязанности руководителя агентства, оказавшись последним его руководителем перед расформированием организации. Впоследствии находился на постах заместителя генерального директора (2008—2010), заместителя генерального директора — директора дирекции по ядерному оружейному комплексу (2010—2011), первого заместителя генерального директора — директора дирекции по ядерному оружейному комплексу (2011—2019) государственной корпорации по атомной энергии «Росатом». В декабре 2019 года назначен первым заместителем гендиректора госкорпорации. Является членом научно-технического совета и правления «Росатома», а также членом совета директоров Государственного ракетного центра имени В. П. Макеева и Объединённой судостроительной корпорации.

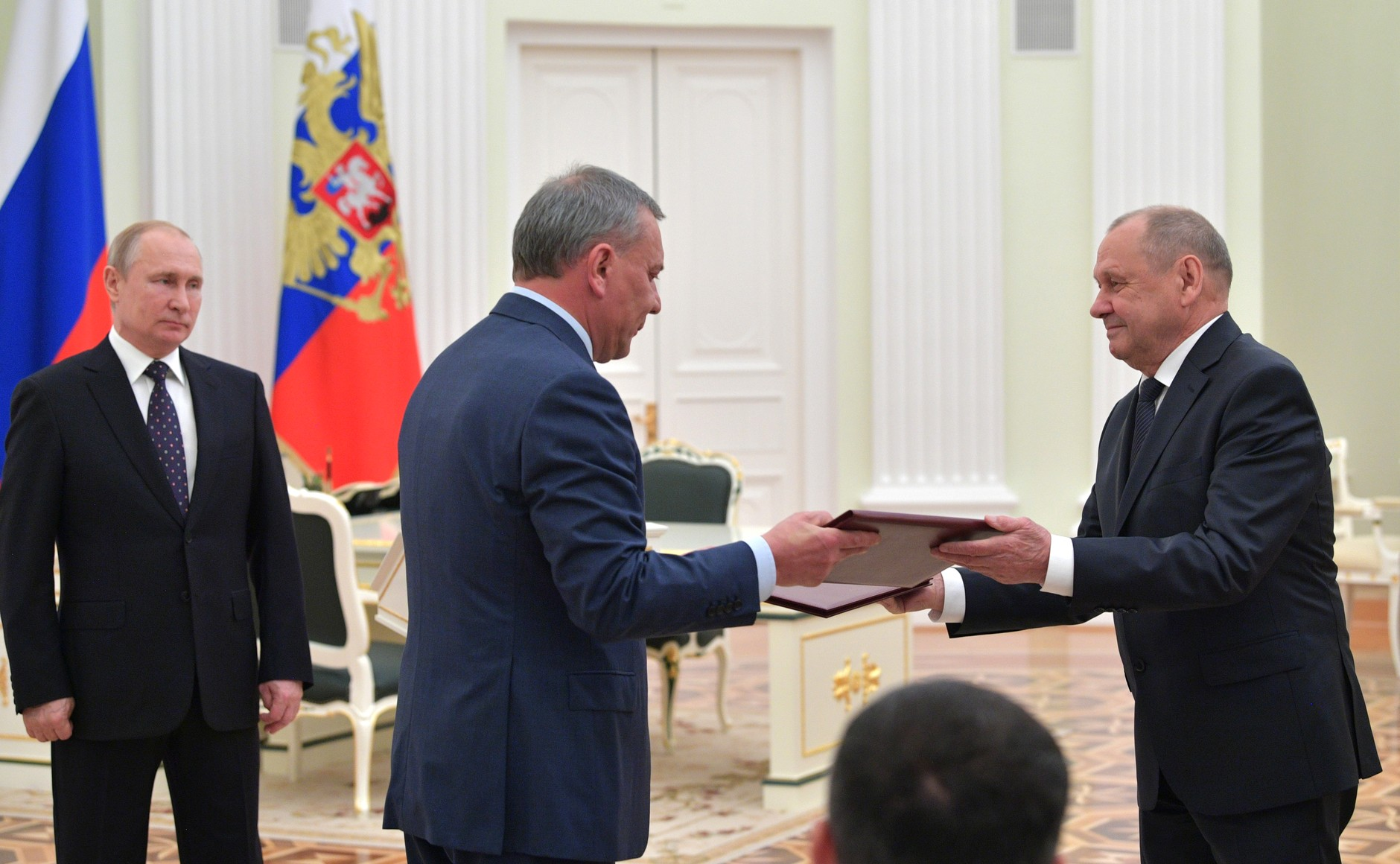
С Юрием Борисовым, 2019 год

Занимается кураторством разработок ядерного оружия и эксплуатации объектов ядерной энергетики. Внёс значительный вклад в создание ядерных боеприпасов, большая часть из которых была принята к серийному производству и поступила на вооружение министерства обороны Российской Федерации. Также принял заметное участие в разработке ядерных зарядов, в том числе с повышенными удельными характеристиками, в работах по утилизации делящихся материалов с безопасностью их транспортировки, отработке и сертификации транспортировочных контейнеров, в исследовательских и испытательских работах на полигонах. Оказал большое влияние на формирование государственной политики в области ядерного зарядостроения. В 2018 году участвовал в разработке и испытаниях ядерной ракеты «Буревестник», в связи с чем удостоен звания «Герой Российской Федерации».

## Награды

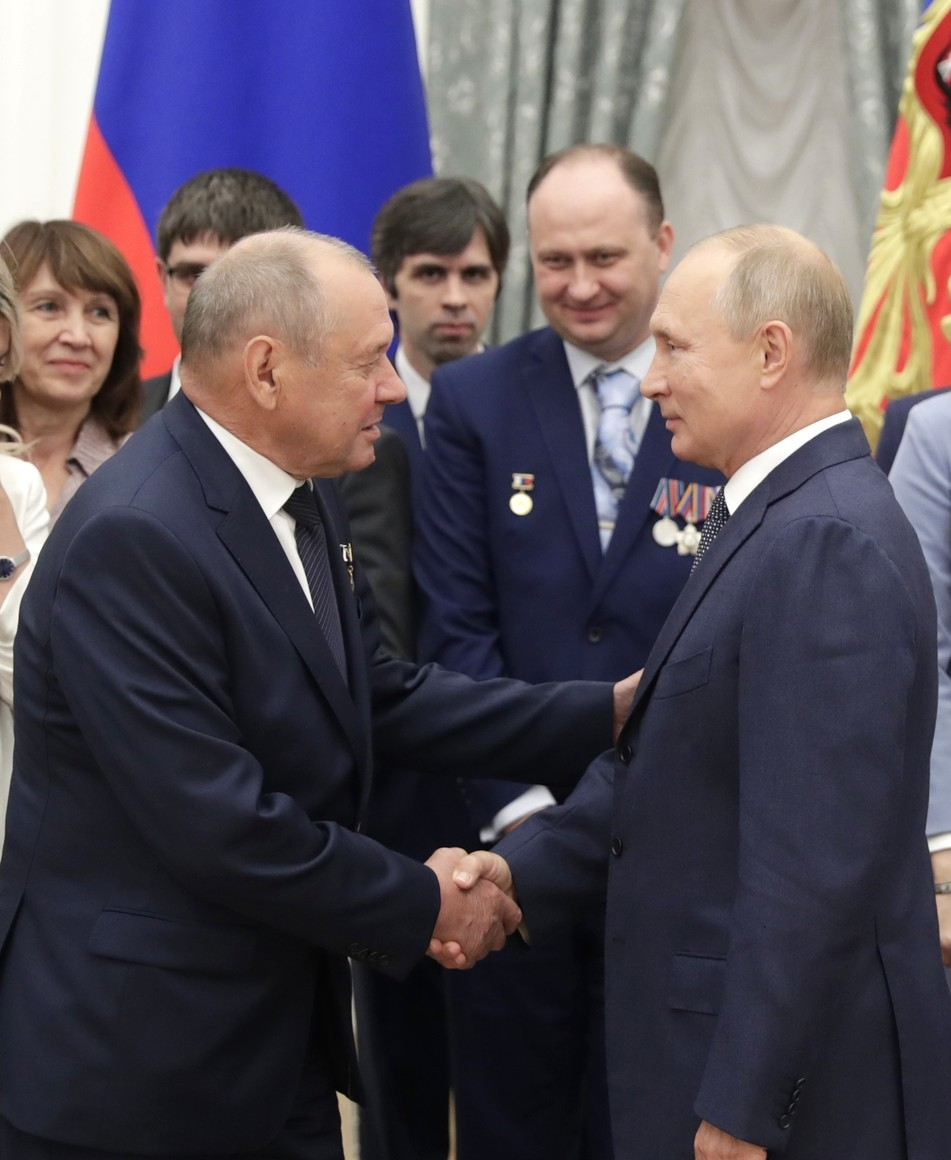
С Владимиром Путиным, 2020 год

- Звание «Герой Российской Федерации» с вручением медали «Золотая Звезда» (2018 год, закрытым указом президента Российской Федерации) — «за мужество и героизм, проявленные при исполнении служебных обязанностей»[2][17].
- Орден «За заслуги перед Отечеством» IV степени (2011 год)[18][19].
- Орден Дружбы (1 сентября 2005 года) — «за достигнутые трудовые успехи и многолетнюю добросовестную работу»[20].
- Орден «Знак Почёта» (30 июля 1987 года)[5][2].
- Медаль «За заслуги в ядерном обеспечении» министерства обороны Российской Федерации (2007 год), знаки «Ветеран атомной энергетики и промышленности» (1998 год), «Академик И. В. Курчатов» I степени (2007 год), «Е. П. Славский»[5][15].
- Государственная премия Российской Федерации в области науки и технологий (2010 год)[21][22][23].
- Премия Правительства Российской Федерации в области науки и техники за 2007 год (2008 год)[7][5][24].
- Благодарности президента (1998 год), Совета безопасности (2004 год) и правительства Российской Федерации (2006, 2010 гг.)[7][5][6].
- Звание «Почётный гражданин Снежинска» (20 декабря 2012 года) — «за большие достижения в трудовой деятельности, выдающийся вклад в развитие производственной и социальной сферы города Снежинска, активное участие в общественной жизни»[25][26][27][28] (знаки вручены в 2013 году)[29][30].

## Санкции
20 июля 2023 года, на фоне вторжения России на Украину, включён в санкционный список Канады против лиц связанных с военно-промышленным комплексом России. 12 февраля 2023 года был внесён в санкционный список Украины как «член коллегии Военно-промышленной комиссии России, которая ответственна за российскую военную агрессию против Украины».

## Личная жизнь
Сведений о семье в публичном пространстве нет. В 2019 году в декларации указан доход в 35 млн. руб., в собственности (долевой) у супругов находятся участок, две квартиры и два легковых автомобиля. За 2016 год задекларировал доход в размере 76 миллионов рублей, два земельных участка, жилой дом, две квартиры, одно машиноместо, два строения, три автомобиля — Volvo XC90, Volvo XC70 и Land Rover Freelander 2, тогда как на жену записан земельный участок с гаражом (совместная собственность на дом, квартиры и другие строения).